# Johan Treschow
Johan August Axel Treschow, född 1 februari 1910 i Björksta församling, Västmanlands län, död 29 februari 1996 i Björksta församling, Västmanlands län, var en svensk ämbetsman.

## Biografi
Johan Treschow föddes 1910 i Björksta socken. Han var son till godsägaren August Treschow och Anne Reuterskiöld. Treschow avlade 1935 juridisk kandidatexamen och gjorde tingstjänstgöring från 1935 till 1938. Han var från 1939 till 1945 amanuens och andre kanslisekreterare i Försvarsdepartementet och blev 1945 förste byråsekreterare i Luftfartsstyrelsen. Treschow blev 1947 byråchef för Luftfartsstyrelsen och var från 1949 till 1953 kansliråd i Försvarsdepartementet. Han blev kammarherre 1957 och kabinettskammarherre 1974.
Treschow blev ledamot av Kungliga Skogs- och Lantbruksakademien 1969 och senare dess vice preses. Han utnämndes till riddare av Nordstjärneorden, kommendör av Iranska kronorden och kommendör av Nederländska Oranien hus-orden.

### Egendom
Treschow ägde från 1954 Målhammar i Västmanlands län.

### Familj
Treschow gifte sig 1942 med friherrinnan Marianne von Essen (född 1919), dotter till hovintendenten, friherre Gustaf von Essen och Ebba Rosenblad. De fick tillsammans barnen Fredrik Treschow och Michaela Treschow.